# 25993 Kevinxu
25993 Kevinxu è un asteroide della fascia principale. Scoperto nel 2001, presenta un'orbita caratterizzata da un semiasse maggiore pari a 2,3392656 UA e da un'eccentricità di 0,1226770, inclinata di 9,55299° rispetto all'eclittica.
L'asteroide è intitolato a Kevin Young Xu, studente finalista nel 2010 all'Intel Science Talent Search.